# Spital am Semmering
Spital am Semmering ist eine Gemeinde in Österreich, Bundesland Steiermark, Gerichtsbezirk Mürzzuschlag, politischer Bezirk Bruck-Mürzzuschlag mit 1699 Einwohnern (Stand 1. Jänner 2024).

## Geografie
Spital am Semmering liegt 6,5 km vom Semmeringpass entfernt auf 800 m Seehöhe an der Semmering Schnellstraße (S 6). Die höchste Erhebung ist das Stuhleck mit 1782 m Seehöhe. Die Gesamtfläche beträgt 72,74 km².

### Gemeindegliederung
Die Gemeinde setzt sich aus insgesamt vier Katastralgemeinden zusammen (Fläche 2001):
- Fröschnitz (2.003,39 ha),
- Schöneben-Spital (542,70 ha),
- Semmering (1.864,25 ha),
- Spital am Semmering (2.861,62 ha).

Das Gemeindegebiet umfasst folgende zwei Ortschaften (in Klammern Einwohnerzahl Stand 1. Jänner 2024):
- Spital am Semmering (864)
- Steinhaus am Semmering (835)

### Nachbargemeinden
| Neuberg      | Breitenstein (NK)                           | Semmering (NK)                   |
| Mürzzuschlag | Kompassrose, die auf Nachbargemeinden zeigt | Schottwien (NK) Trattenbach (NK) |
|              | Rettenegg (WZ)                              |                                  |

## Geschichte

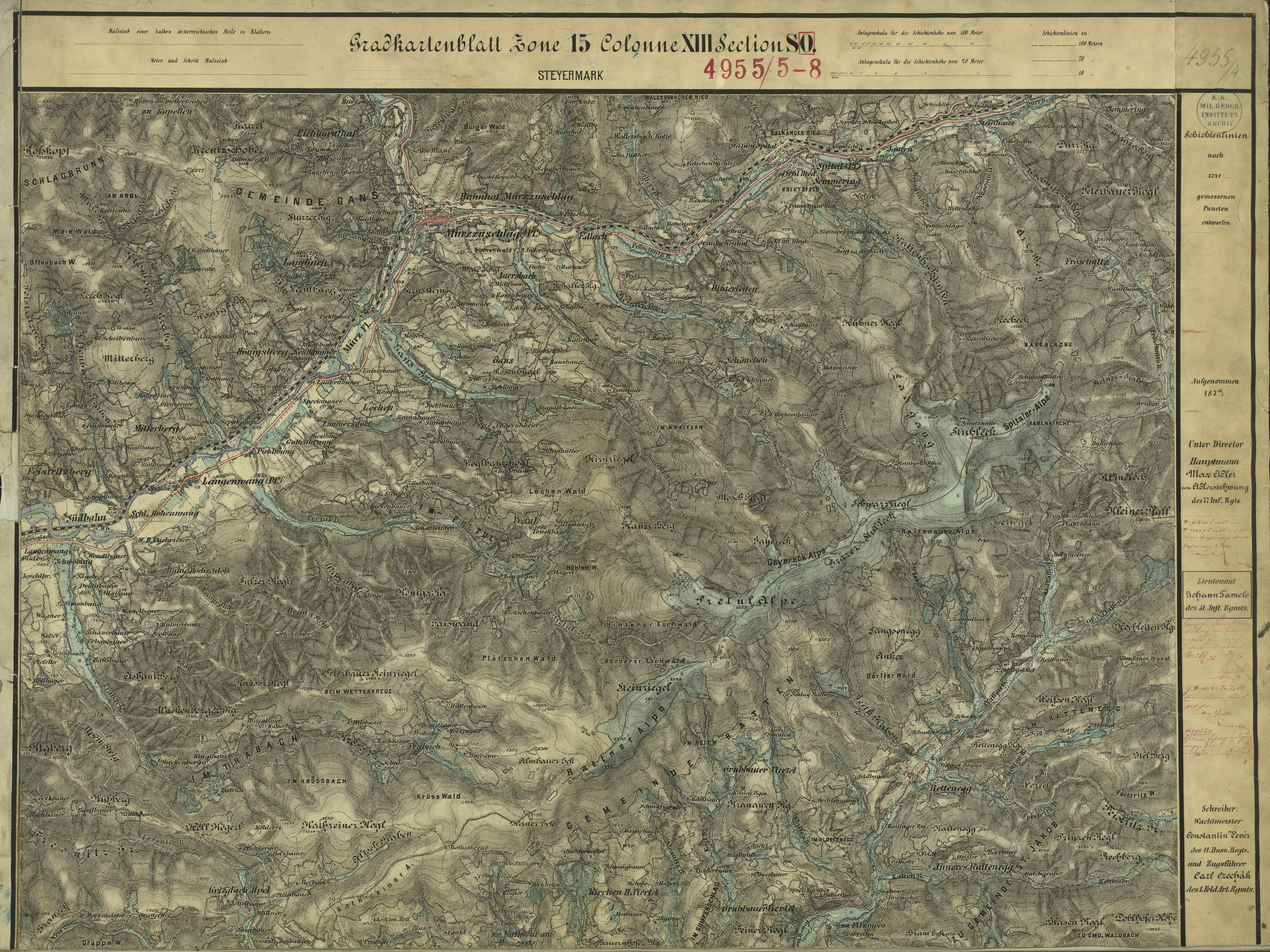
Spital (oben rechts) um das Jahr 1876 (Aufnahmeblatt der Landesaufnahme)

Der Name der Gemeinde geht auf eine Pilgerherberge zurück, die 1160 hier von Ottokar III. für jene, die den Semmering überqueren wollen, gegründet wurde. Das früheste Schriftzeugnis ist von 1165/66 und lautet „hospitalem“. Es liegt althochdeutsch hospital hus (Herberge, Wirtschaft) zugrunde. Die Region war in früher Zeit immer wieder Schauplatz blutiger Auseinandersetzungen, etwa zur Zeit der Türkenkriege, als der Ort schwere Schäden durch das durchziehende osmanische Heer erlitt.
Besonders der Eisenbergbau war lange Zeit die Haupteinnahmequelle der Region, 1882 musste er jedoch aufgrund zu großen Konkurrenzdrucks eingestellt werden.
Die neue Bahnstrecke über den vorher nur mühsam zu überquerenden Semmeringpass führte ab dem 19. Jahrhundert zu einem massiven Aufschwung des Fremdenverkehrs.

## Kultur und Sehenswürdigkeiten

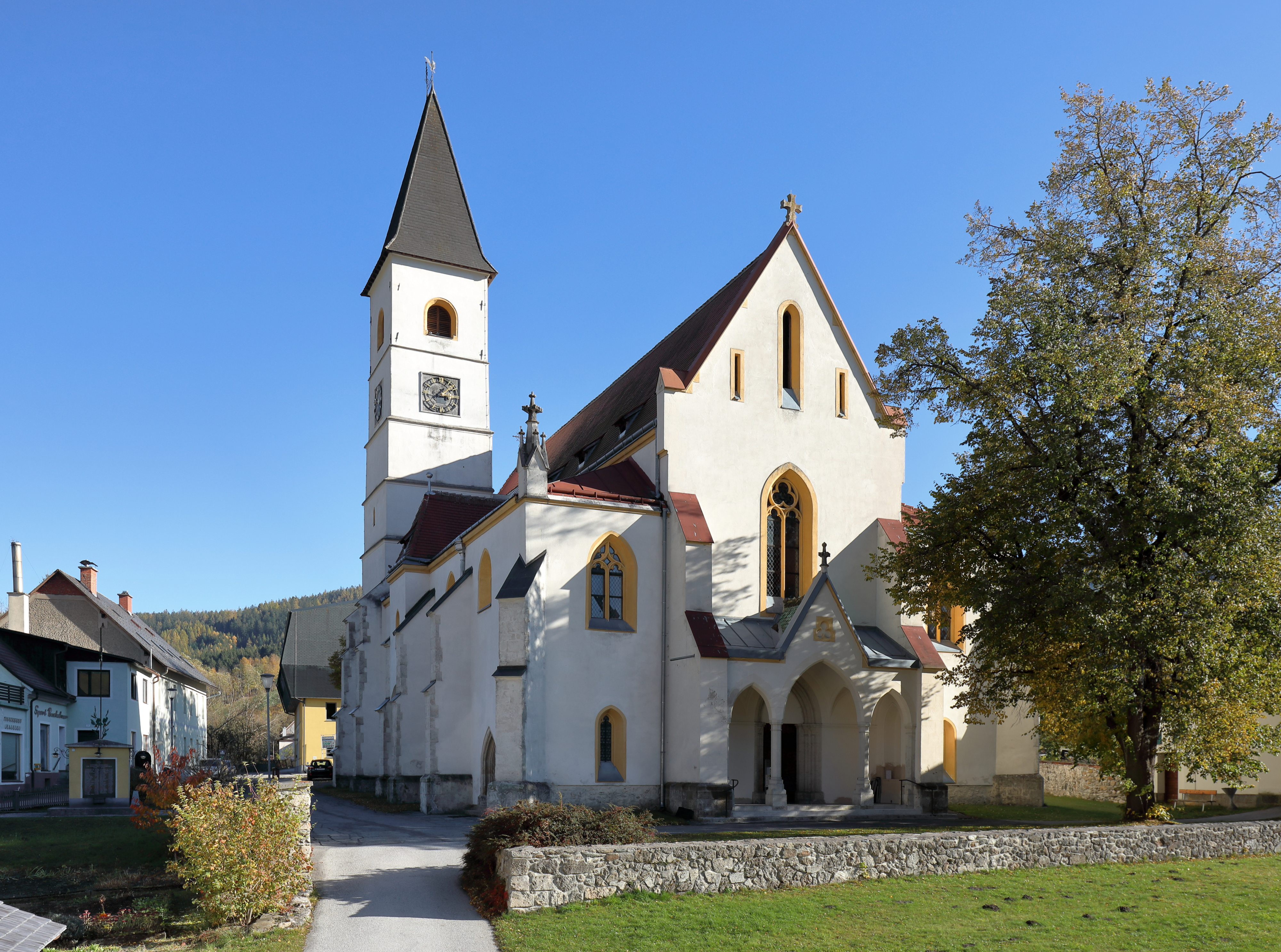
Pfarrkirche Spital am Semmering

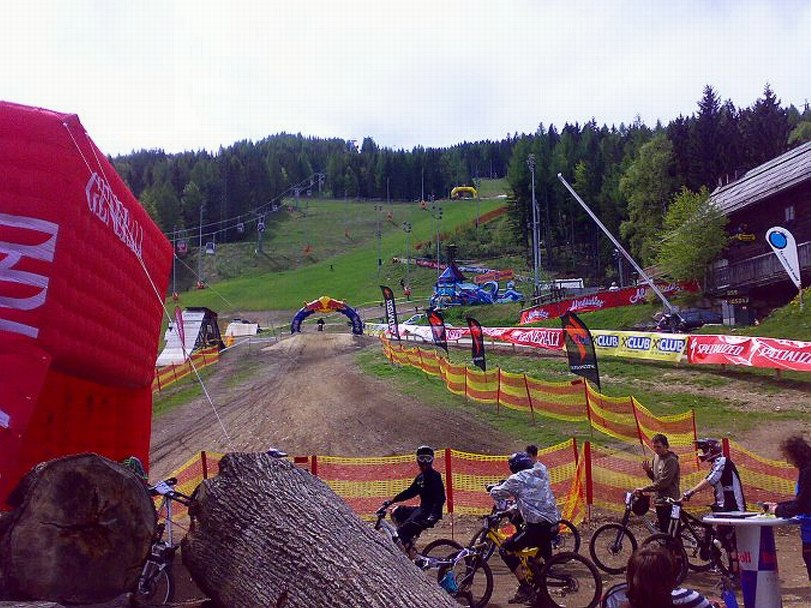
Bikepark Zauberberg

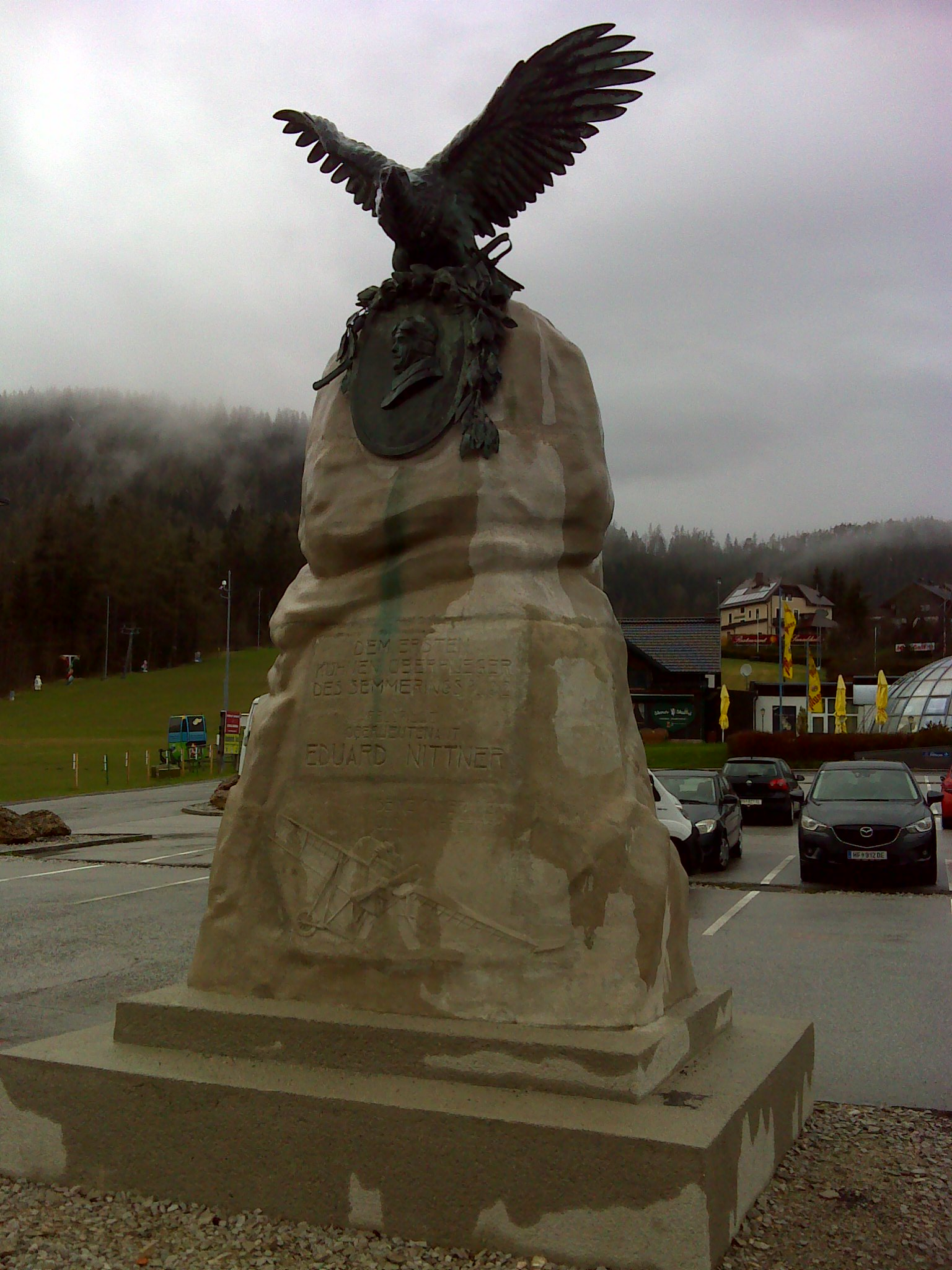
Eduard-Nittner-Denkmal in der Katastralgemeinde Semmering, Spital am Semmering

- Pfarrkirche Spital am Semmering Mariä Himmelfahrt

## Wirtschaft und Infrastruktur

### Wirtschaftssektoren
| Von den 66 landwirtschaftlichen Betrieben des Jahres 2010 waren 32 Nebenerwerbsbetriebe. Auffallend ist der Rückgang der Erwerbstätigen im Produktionssektor in den Jahren 2001 bis 2011. \| Wirtschaftssektor \| Anzahl Betriebe \| Anzahl Betriebe \| Anzahl Betriebe \| Erwerbstätige \| Erwerbstätige \| Erwerbstätige \| \| Wirtschaftssektor \| 2021[7] \| 2011 \| 2001 \| 2021[7] \| 2011 \| 2001 \| \| ---------------------------- \| --------------- \| --------------- \| --------------- \| ------------- \| ------------- \| ------------- \| \| Land- und Forstwirtschaft 1) \| 38 \| 66 \| 72 \| 43 \| 51 \| 56 \| \| Produktion \| 10 \| 6 \| 12 \| 261 \| 7 \| 191 \| \| Dienstleistung \| 106 \| 97 \| 93 \| 340 \| 312 \| 294 \|1) Betriebe mit Fläche in den Jahren 2010 und 1999, Arbeitsstätten im Jahr 2021 | Hier fehlt eine Grafik, die leider im Moment aus technischen Gründen nicht angezeigt werden kann. Wir arbeiten daran! Betriebe | Hier fehlt eine Grafik, die leider im Moment aus technischen Gründen nicht angezeigt werden kann. Wir arbeiten daran! Erwerbstätige |                 |               |               |               |
| Wirtschaftssektor | Anzahl Betriebe | Anzahl Betriebe | Anzahl Betriebe | Erwerbstätige | Erwerbstätige | Erwerbstätige |
| Wirtschaftssektor | 2021 | 2011 | 2001            | 2021          | 2011          | 2001          |
| Land- und Forstwirtschaft 1) | 38 | 66 | 72              | 43            | 51            | 56            |
| Produktion | 10 | 6 | 12              | 261           | 7             | 191           |
| Dienstleistung | 106 | 97 | 93              | 340           | 312           | 294           |

### Verkehr

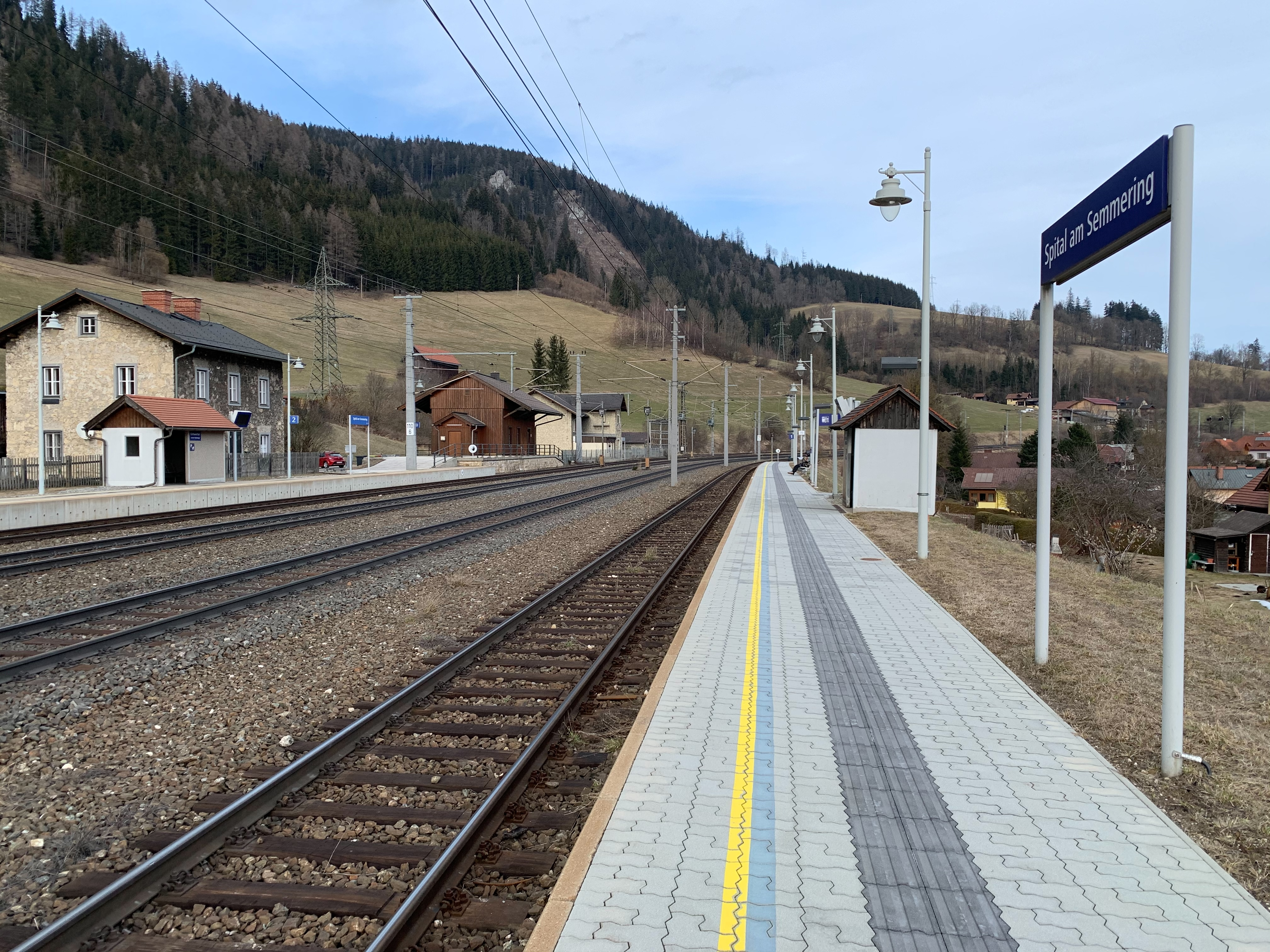
Bahnhof Spital am Semmering (Blickrichtung Semmering)

Spital am Semmering liegt an der Südbahn, es halten Regionalzüge in Richtung Payerbach-Reichenau bzw. Mürzzuschlag. Weiters gibt es für Pendler in der Früh Regionalexpresszüge Richtung Wien und am Abend Richtung Mürzzuschlag.

### Bildung
Spital am Semmering besitzt eine zweiklassige Volksschule (Stand 2023). Das heutige Schulgebäude besteht in seiner ursprünglichen Form seit 1873.

### Sport und Tourismus
1893 wurde das Stuhleck als erster Alpengipfel mit Skiern bestiegen, seitdem hat Spital am Semmering immer größere Bedeutung als Skigebiet gewonnen.
Doch nicht nur dem Wintersport kann man nachgehen. Auch Wander- und Mountainbikestrecken, ein Mountainbike-Park, Tennisplätze, ein Kneipp-Lehrpfad, ein Schwimmbad und andere Freizeiteinrichtungen werden angeboten. Als besondere Attraktion gilt die Gaisschlager-Mühle, eine funktionstüchtige Wassermühle im Kaltenbachgraben. Bei Spital am Semmering liegen die Räuberhöhlen, die von Kletterern genutzt werden. Im Gebiet von Steinhaus befinden sich auch mehrere Siedlungen für die Sportbegeisterten, darunter das Europadorf, die Stuhleckblicksiedlung und die Siedlung Südhang.

### Open-Air-Festival
Von 2003 bis 2010 fand jährlich am Kaltenbach bei Spital am Semmering das Kaltenbach Open Air statt, ein Metal-Freiluft-Festival.
2013, jedoch von einem anderen Veranstalter, gab es das Metal-Invasion-Festival. 2014 wurde das Kaltenbach Open Air vom Kulturverein Oberes Mürztal neu aufgelegt. KOA, wie das Kaltenbach Open Air in Anlehnung an das Wacken Open Air (W:O:A) genannt wird, ist mittlerweile zu einem der genrebestimmenden Festivals in der europäischen Metal-Szene angewachsen. Bis zu 40 Bands aller Metal-Genres treten dort auf.

## Politik

### Gemeinderat
Der Gemeinderat hat 15 Mitglieder.
- Nach den Gemeinderatswahlen in der Steiermark 2005 hatte der Gemeinderat folgende Verteilung: 10 SPÖ, 4 ÖVP und 1 FPÖ.[11]
- Nach den Gemeinderatswahlen in der Steiermark 2010 hatte der Gemeinderat folgende Verteilung: 8 SPÖ, 5 ÖVP und 2 FPÖ.[12]
- Nach den Gemeinderatswahlen in der Steiermark 2015 hatte der Gemeinderat folgende Verteilung: 9 SPÖ, 4 ÖVP und 2 FPÖ.[13]
- Nach den Gemeinderatswahlen in der Steiermark 2020 hat der Gemeinderat folgende Verteilung: 10 SPÖ, 4 ÖVP und 1 FPÖ.[14]

### Bürgermeister
- 1990–2022 Reinhard Reisinger (SPÖ)
- seit 2022 Maria Fischer (SPÖ)[15]

## Persönlichkeiten

### Söhne und Töchter der Gemeinde
- Erwin Komenda (1904–1966), Automobildesigner
- Herbert Schweiger (1924–2011), rechtsextremer Schriftsteller
- Peter Redeker (1942–2022), Maler, Grafiker und Hochschullehrer
- Gert Kerschbaumer (* 1945), Historiker und Germanist

### Personen mit Bezug zur Gemeinde
- Ludwig Zatzka (1857–1925): Der Wiener Stadtbaumeister  baute 1890–1905 in Spital zwei Gründerzeitvillen (Obere Bahnstraße 5 und Obere Bahnstraße 13) und realisierte auch einige weitere Bauten, etwa 1903 die Erweiterung Pfarrkirche und 1904 die Kapelle „Zur unbefleckten Mariä“ (Maria an der Steinwand). 1903 wurde Zatzka Ehrenbürger der Gemeinde und verbrachte hier seinen Lebensabend. Er starb am 14. September 1925 in Spital.
- Andrea Felber (* 1981), Skirennläuferin

## Trivia
- Die Handlung des 1943 uraufgeführten deutschen Spielfilms Reisebekanntschaft (Regie: E. W. Emo) ist zum Teil in Spital angesiedelt.